# رزاق كرومويل
رزاق كرومويل (بالإنجليزية: Razak Cromwell)‏ هو لاعب كرة قدم غاني في مركز الدفاع، ولد في 3 أكتوبر 1994 في غانا. لعب مع بيرمينغهام لجيون.

## وصلات خارجية
- رزاق كرومويل على موقع Soccerway.com (الإنجليزية)